# Apertura vienesa
|       |       |       |       |       |       |       |       |       |  |
|       | a8 rd | b8 nd | c8 bd | d8 qd | e8 kd | f8 bd | g8 nd | h8 rd |  |
| a7 pd | b7 pd | c7 pd | d7 pd | e7    | f7 pd | g7 pd | h7 pd |       |  |
| a6    | b6    | c6    | d6    | e6    | f6    | g6    | h6    |       |  |
| a5    | b5    | c5    | d5    | e5 pd | f5    | g5    | h5    |       |  |
| a4    | b4    | c4    | d4    | e4 pl | f4    | g4    | h4    |       |  |
| a3    | b3    | c3 nl | d3    | e3    | f3    | g3    | h3    |       |  |
| a2 pl | b2 pl | c2 pl | d2 pl | e2    | f2 pl | g2 pl | h2 pl |       |  |
| a1 rl | b1    | c1 bl | d1 ql | e1 kl | f1 bl | g1 nl | h1 rl |       |  |
|       |       |       |       |       |       |       |       |       |  |

La Apertura vienesa (ECO C25-C29) surgió en Viena en el siglo XIX ante los problemas que planteaba el Contragambito Falkbeer; con 2. Cc3 lo que se pretende es evitar el golpe  2.... d5. Por lo demás la apertura trata de seguir por los cauces del Gambito de rey, las ideas estratégicas son similares: formar un centro de peones fuerte y móvil, despejar la columna f, atacar rápidamente al rey negro. Sin embargo, al retrasar la jugada f4, las negras multiplican las respuestas posibles, y por lo tanto sus posibilidades de defensa. Por otra lado, las negras deben aprovechar la debilidad de las casillas negras que se producen en el flanco de rey. La seguridad del rey blanco es, también, un problema. Se trata de una apertura con pocas líneas, y fácil de estudiar.
La Apertura Vienesa es una apertura muy practicada por los ajedrecistas románticos. Destacan en su uso Wilhelm Steinitz o Ludwig Paulsen. Esta apertura desencadena en un juego muy combinativo y de innumerables gambitos. Dicha apertura se basa en un plan parecido al del gambito de rey, pero retrasa el avance de f4 para evitar un d5 directo.
Línea principal
1.e4 e5

2.Cc3
|       |       |       |       |       |       |       |       |       |  |
|       | a8 rd | b8    | c8 bd | d8 qd | e8 kd | f8 bd | g8 nd | h8 rd |  |
| a7 pd | b7 pd | c7 pd | d7 pd | e7    | f7 pd | g7 pd | h7 pd |       |  |
| a6    | b6    | c6 nd | d6    | e6    | f6    | g6    | h6    |       |  |
| a5    | b5    | c5    | d5    | e5 pd | f5    | g5    | h5    |       |  |
| a4    | b4    | c4    | d4    | e4 pl | f4    | g4    | h4    |       |  |
| a3    | b3    | c3 nl | d3    | e3    | f3    | g3    | h3    |       |  |
| a2 pl | b2 pl | c2 pl | d2 pl | e2    | f2 pl | g2 pl | h2 pl |       |  |
| a1 rl | b1    | c1 bl | d1 ql | e1 kl | f1 bl | g1 nl | h1 rl |       |  |
|       |       |       |       |       |       |       |       |       |  |

1.e4 e5 2.Cc3 Cc6 Defensa Max Lange
1.e4 e5 2.Cc3 Cc6 3.f4 Gambito Vienés
1.e4 e5 2.Cc3 Cc6 3.f4 exf4 4.d4
1.e4 e5 2.Cc3 Cc6 3.f4 exf4 4.d4 Dh4+ 5.Re2 d5
1.e4 e5 2.Cc3 Cc6 3.f4 exf4 4.d4 Dh4+ 5.Re2 b6
1.e4 e5 2.Cc3 Cc6 3.f4 exf4 4.Cf3
1.e4 e5 2.Cc3 Cc6 3.f4 exf4 4.Cf3 g5 5.h4 g4 6.Cg5
1.e4 e5 2.Cc3 Cc6 3.f4 exf4 4.Cf3 g5 5.h4 g4 6.Cg5 d6
1.e4 e5 2.Cc3 Cc6 3.f4 exf4 4.Cf3 g5 5.Ac4 g4 6.0-0
1.e4 e5 2.Cc3 Cc6 3.f4 exf4 4.Cf3 g5 5.Ac4 g4 6.0-0 gxf3 7.Dxf3 Ce5 8.Dxf4 Df6
1.e4 e5 2.Cc3 Cc6 3.f4 exf4 4.Cf3 g5 5.d4
1.e4 e5 2.Cc3 Cc6 3.f4 exf4 4.Cf3 g5 5.d4 g4 6.Ac4 gxf3 7.0-0 d5 8.exd5 Ag4 9.dxc6
1.e4 e5 2.Cc3 Cf6 3.f4 d5
1.e4 e5 2.Cc3 Cf6 3.f4 d5 4.fxe5 Cxe4 5.Cf3 Ag4 6.De2
1.e4 e5 2.Cc3 Cf6 3.f4 d5 4.fxe5 Cxe4 5.Cf3 Ae7
1.e4 e5 2.Cc3 Cf6 3.f4 d5 4.fxe5 Cxe4 5.Df3
1.e4 e5 2.Cc3 Cf6 3.f4 d5 4.fxe5 Cxe4 5.Df3 f5 6.d4
1.e4 e5 2.Cc3 Cf6 3.f4 d5 4.fxe5 Cxe4 5.d3
1.e4 e5 2.Cc3 Cf6 3.f4 d5 4.fxe5 Cxe4 5.d3 Dh4+ 6.g3 Cxg3 7.Cf3 Dh5 8.Cxd5
1.e4 e5 2.Cc3 Cf6 3.f4 d5 4.d3
1.e4 e5 2.Cc3 Cc6 3.Ac4
1.e4 e5 2.Cc3 Cc6 3.Ac4 Cf6 4.d3 Ab4 5.Ag5
1.e4 e5 2.Cc3 Cc6 3.Ac4 Ac5 4. Dg4
1.e4 e5 2.Cc3 Cc6 3.g3
1.e4 e5 2.Cc3 Cc6 3.d4
|       |       |       |       |       |       |       |       |       |  |
|       | a8 rd | b8 nd | c8 bd | d8 qd | e8 kd | f8 bd | g8    | h8 rd |  |
| a7 pd | b7 pd | c7 pd | d7 pd | e7    | f7 pd | g7 pd | h7 pd |       |  |
| a6    | b6    | c6    | d6    | e6    | f6 nd | g6    | h6    |       |  |
| a5    | b5    | c5    | d5    | e5 pd | f5    | g5    | h5    |       |  |
| a4    | b4    | c4    | d4    | e4 pl | f4    | g4    | h4    |       |  |
| a3    | b3    | c3 nl | d3    | e3    | f3    | g3    | h3    |       |  |
| a2 pl | b2 pl | c2 pl | d2 pl | e2    | f2 pl | g2 pl | h2 pl |       |  |
| a1 rl | b1    | c1 bl | d1 ql | e1 kl | f1 bl | g1 nl | h1 rl |       |  |
|       |       |       |       |       |       |       |       |       |  |

1.e4 e5 2.Cc3 Cf6 Variante Falkbeer
1.e4 e5 2.Cc3 Cf6 3.Ac4
1.e4 e5 2.Cc3 Cf6 3.Ac4 Cxe4
1.e4 e5 2.Cc3 Cf6 3.Ac4 Cxe4 4.Dh5 Cd6 5.Ab3 Cc6 6.Cb5 g6 7.Df3 f5 8.Dd5 De7 9.Cxc7+ Rd8 10.Cxa8 b6
1.e4 e5 2.Cc3 Cf6 3.Ac4 Cxe4 4.Dh5 Cd6 5.Ab3 Cc6 6.d4
1.e4 e5 2.Cc3 Cf6 3.Ac4 Cxe4 4.Dh5 Cd6 5.Ab3 Ae7
1.e4 e5 2.Cc3 Cf6 3.Ac4 Cxe4 4.Dh5 Cd6 5.Ab3 Ae7 6.Cf3 Cc6 7.Cxe5
1.e4 e5 2.Cc3 Cf6 3.Ac4 Cxe4 4.Cf3
1.e4 e5 2.Cc3 Cf6 3.Ac4 Cxe4 4.Cf3 d5
1.e4 e5 2.Cc3 Cf6 3.Ac4 Cc6
1.e4 e5 2.Cc3 Cf6 3.a3
1.e4 e5 2.Cc3 Cf6 3.g3
1.e4 e5 2.Cc3 Ab4 3.Dg4 Cf6 Contragambito Zhuravlev